# Camponotus hartogi
Camponotus hartogi är en myrart som beskrevs av Auguste-Henri Forel 1902. Camponotus hartogi ingår i släktet hästmyror, och familjen myror. Inga underarter finns listade.